# فهد مجرشي
فهد يحيى مجرشي، لاعب كرة قدم سعودي، يلعب في الوسط.

## الحياة الشخصية
فهد شقيق لاعب الأهلي السابق عبد الله مجرشي .

## مسيرة اللاعب
بدأ في الفئات السنية في النادي الأهلي و صعد للفريق الأول في صيف 2020 و شارك في مباراة الفيصلي في الشوط الثاني. و لعب بعدها مع نادي أحد ونادي العروبة.